# Polypodium remissum
Polypodium remissum là một loài dương xỉ trong họ Polypodiaceae. Loài này được Kl., Salom. mô tả khoa học đầu tiên năm 1883.
Danh pháp khoa học của loài này chưa được làm sáng tỏ. 